# ACS ARO Muscelul Câmpulung
Asociația Clubul Sportiv ARO Muscelul Câmpulung, cunoscut sub numele de ARO Muscelul Câmpulung sau Muscelul, este un club de fotbal din Câmpulung, județul Argeș, care evoluează în prezent în Liga a III-a.
Înființat în 1947 sub numele de Muscelul Câmpulung, clubul a cunoscut gloria sub denumirea de ARO Câmpulung jucând constant la nivelul ligii a doua sau a treia, fiind finanțat de producătorul de automobile cu același nume. Prăbușirea producătorului de mașini de teren a afectat serios echipa care a dat faliment la sfârșitul sezonului 2003–04.
În vara lui 2019, după trei ani de inactivitate, clubul a fost reînființat, de data aceasta ca Academia de Fotbal Muscelul Câmpulung, fostul internațional român Gheorghe Mihali a fost numit antrenor, iar Roberto Ayza a fost unul dintre primele transferuri realizate de noua entitate, urmat de Iulian Tameș, Iulian Vladu printre alții. Cu toate acestea, sezonul 2019–20 a fost suspendat în martie 2020, din cauza pandemiei de COVID-19 din România, Muscelul terminând pe locul trei.
În 2022 clubul a fost redenumit în ARO Muscelul Câmpulung.

## Parcursul competițional
| Sezon   | Nivel        | Divizie                       | Loc          | Note         | Cupa României |
| ------- | ------------ | ----------------------------- | ------------ | ------------ | ------------- |
| 2024–25 | 3            | Liga a III-a (Seria a VIII-a) | TBD          |              |               |
| 2023–24 | 3            | Liga a III-a (Seria a IV-a)   | 8            |              |               |
| 2022–23 | 4            | Liga a IV-a (AG)              | 1 (C)        | Promovată    |               |
| 2021–22 | 4            | Liga a IV-a (AG)              | 2            |              |               |
| 2020–21 | 4            | Liga a IV-a (AG) (Grupa B)    | 3            |              |               |
| 2019–20 | 4            | Liga a IV-a (AG)              | 3            |              |               |
| 2016–19 | Nu a activat | Nu a activat                  | Nu a activat | Nu a activat | Nu a activat  |
| 2015–16 | 3            | Liga a III-a (Seria a III-a)  | 5            | S-a retras   | Turul trei    |
| 2014–15 | 3            | Liga a III-a (Seria a III-a)  | 13           |              |               |
| 2013–14 | 4            | Liga a IV-a (AG)              | 1 (C)        | Promovată    |               |
| 2012–13 | 4            | Liga a IV-a (AG)              | 7            |              |               |
| 2009–12 | Nu a activat | Nu a activat                  | Nu a activat | Nu a activat | Nu a activat  |
| 2008–09 | 3            | Liga a III-a (Seria a IV-a)   | 4            | S-a retras   |               |
| 2007–08 | 4            | Liga a IV-a (AG)              | 4            |              |               |
| 2004–07 | Nu a activat | Nu a activat                  | Nu a activat | Nu a activat | Nu a activat  |

| Sezon   | Nivel | Divizie                   | Loc   | Note         | Cupa României |
| ------- | ----- | ------------------------- | ----- | ------------ | ------------- |
| 2003–04 | 2     | Divizia B (Seria a II-a)  | 16    | Retrogradată |               |
| 2002–03 | 2     | Divizia B (Seria a II-a)  | 10    |              |               |
| 2001–02 | 2     | Divizia B (Seria I)       | 9     |              | Șaisprezecimi |
| 2000–01 | 2     | Divizia B (Seria I)       | 11    |              |               |
| 1999–00 | 2     | Divizia B (Seria a II-a)  | 2     |              |               |
| 1998–99 | 2     | Divizia B (Seria a II-a)  | 3     |              |               |
| 1997–98 | 2     | Divizia B (Seria a II-a)  | 8     |              |               |
| 1996–97 | 2     | Divizia B (Seria a II-a)  | 12    |              |               |
| 1995–96 | 2     | Divizia B (Seria I)       | 11    |              |               |
| 1994–95 | 3     | Divizia C (Seria a III-a) | 2     | Promovată    |               |
| 1993–94 | 4     | Divizia D (AG)            | 1 (C) | Promovată    | Optimi        |
| 1992–93 | 4     | Divizia D (AG)            | 1 (C) |              |               |
| 1991–92 | 3     | Divizia C (Seria a VII-a) | 6     | Retrogradată |               |
| 1990–91 | 3     | Divizia C (Seria a VII-a) | 7     |              |               |
| 1989–90 | 3     | Divizia C (Seria a VII-a) | 8     |              |               |

## Palmares
Liga a III-a
- Câștigătoare (2): 1976–77, 1984–85
- Locul 2 (4): 1981–82, 1983–84, 1986–87, 1994–95

Liga a IV-a  Argeș
- Câștigătoare (6): 1970–71, 1972–73, 1992–93, 1993–94, 2013–14, 2022–23
- Locul 2 (1): 2021–22

Campionatul Regional Argeș
- Locul 2 (1): 1967–68

## Foști jucători
- Roberto Ayza
- Eugen Anghel
- Florin Anghel
- Adrian Dorobet
- Dudu Georgescu
- Constantin Drăghici
- George Bedreagă
- Amarildo Lichtenstein
- Mihai Niculescu
- Sorin Bucuroaia
- Mădălin Popa
- Viorel Stancu
- Vasile Mănăilă
- Mihai Ilie
- Andrei Petrescu
- Cristian Constantin
- Liviu Bădescu
- Liviu Hapaină
- Ionuț Bădescu
- Ionuț Bălan
- Ionuț Badea
- Iulian Tameș
- Gheorghe Butoiu
- Claudiu Ionescu
- Florin Lazăr
- Marius Pleș
- Ion Niculae
- Ionuț Ilie
- Gabriel Crăciun
- Cristian Popescu
- Szabolcs Perenyi
- Cornel Mihart
- Bogdan Stoica
- Constantin Pistol
- Remus Safta
- Marius Safta
- Constantin Stan
- Ionuț Dumitrașcu
- Mihai Scânteie
- Sergiu Coman
- Nicolae Zimbroianu
- Alexandru Popovici
- Ovidiu Ceclan
- Marius Axinciuc
- Marius Coporan
- George Mihăilescu
- Cici Butaru
- Jan Gorgonaru
- Victor Glăvan
- Vali Ștefănică
- Marius Cumpănașu
- Marius Zadea
- Nicușor Ceapraz
- Sandu Din
- Liviu Dumitrescu
- Robert Craioveanu
- Alin Durdun
- Florin Coman
- Victor Medeleanu
- Paul Rinder
- Alexandru Gheorghe
- Daniel Ariciu
- Iulian Vladu

## Foști antrenori
- Ion Barbu
- Ionel Augustin
- Constantin Stancu
- Alexandru Popovici
- Gheorghe Mihali